# Karahavet

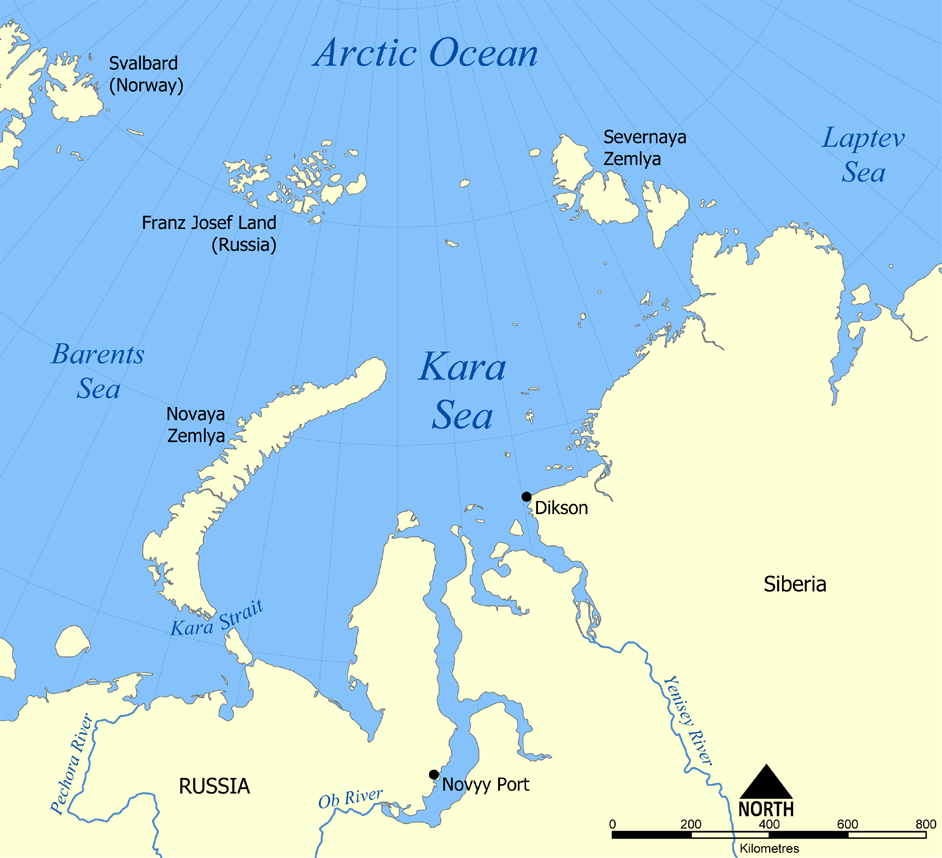
Karta över Karahavet.

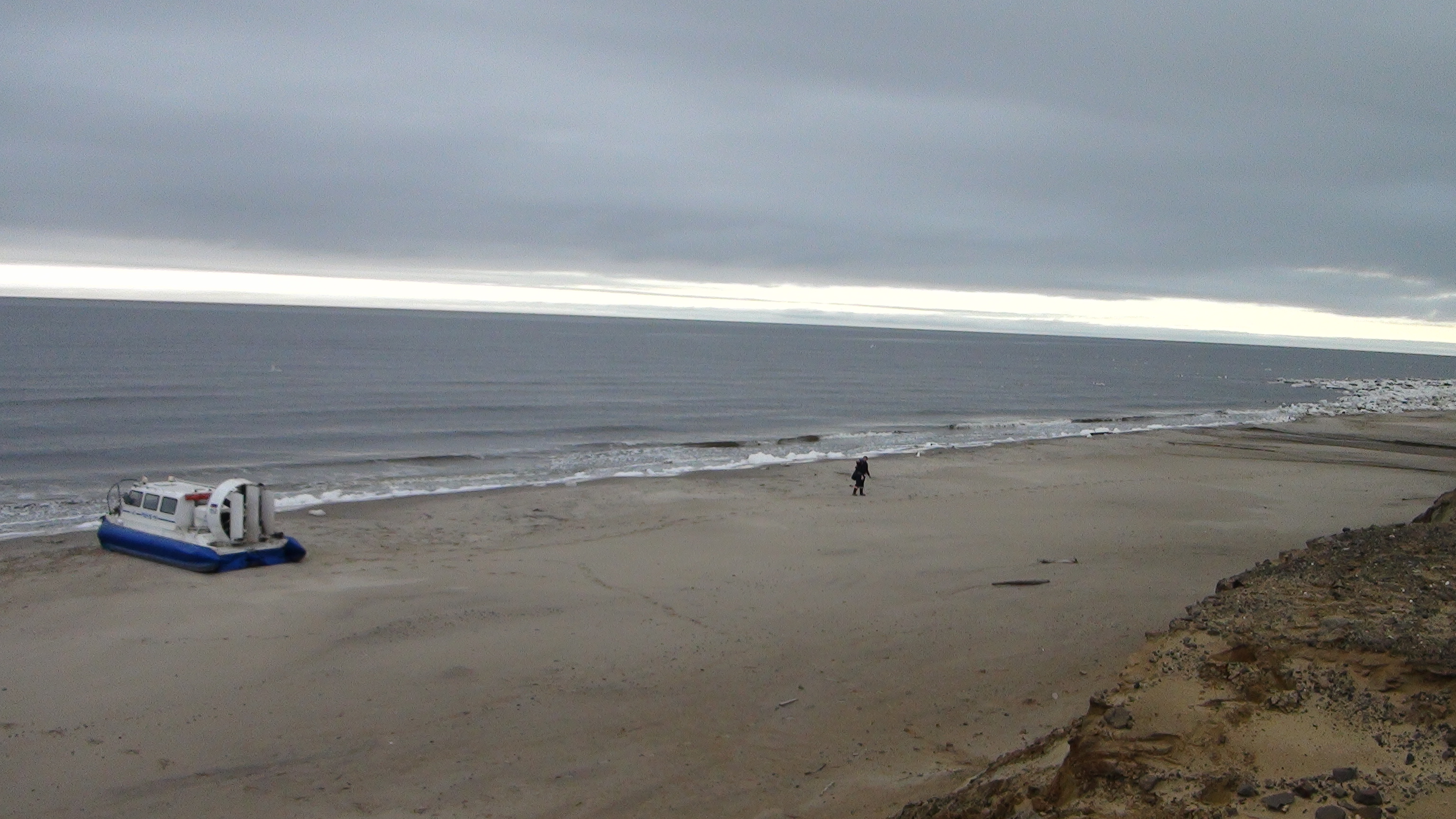
Rysk svävare vid Karahavets strandlinje.

Karahavet (ryska: Ка́рское мо́ре) är ett randhav till Norra ishavet, beläget norr om Sibirien. Det är avskiljt från Barents hav i väster och från Laptevhavet i öster.

## Geografi
Karahavet är ungefär 1 450 kilometer långt och 970 kilometer brett, med en areal på omkring 880 000 km². Medeldjupet ligger på 127 meter, med maxdjup på 620 meter under havsytan. Det avgränsas i väster av Karasundet och Novaja Zemlja, i öster av Severnaja Zemlja samt i norr av Frans Josefs land. Havet tillförs mycket färskvatten från floderna Ob, Jenisej, Pjasina och Tajmyr, vilket medför att dess salinitet varierar mycket. Sötvattentillförseln underlättar även isbildning, vilket gör att islossningen börjar först i juni och isbildningen börjar redan i september månad. Havet har ett antal djupa vikar som skär in i fastlandet samt talrika öar, främst koncentrerade till havets norra del, med varierande ursprung och landskap. Några av dessa är bergiga, medan andra helt täcks helt av iskupoler och många är låglänta och sandiga.

## Ekonomisk betydelse
Karahavets huvudhamnar är Novyjhamnen och Dikson och havsområdet är viktigt för fisket, trots att det är fruset en såpass stor del av året. Det är möjligt att det finns stora reserver av petroleum eller gas under havet. År 2014 meddelade oljebolagen Rosneft och Exxon att de i ett gemensamt projekt hittat olja i Karahavet. Man uppskattar fyndigheten till mer än 100 miljoner ton råolja.
Det har varit bekymmer angående det radioaktiva avfall som dumpades av Sovjetunionen i havet; bland annat dumpades sex ubåtsreaktorer och tio övriga kärnreaktorer, och den effekt detta kan få på den marina faunan. En utredning från Internationella atomenergiorganet år 1998 har dock visat att utsläppen är små och lokalt begränsade.